# Ідайна (Міннесота)
Ідайна (англ. Edina) — місто (англ. city) в США, в окрузі Ганнепін штату Міннесота. Населення — 53 494 особи (2020).

## Географія
Ідайна розташована за координатами 44°53′28″ пн. ш. 93°21′35″ зх. д. / 44.89111° пн. ш. 93.35972° зх. д. (44.891123, -93.359752).  За даними Бюро перепису населення США в 2010 році місто мало площу 41,37 км², з яких 40,02 км² — суходіл та 1,35 км² — водойми.

## Демографія
Згідно з переписом 2010 року, у місті мешкала 47 941 особа в 20 672 домогосподарствах у складі 12 918 родин. Густота населення становила 1159 осіб/км².  Було 22560 помешкань (545/км²).
Расовий склад населення:
| - 88,1 % — білих - 6,1 % — азіатів - 3,0 % — чорних або афроамериканців - 0,2 % — корінних американців |

До двох чи більше рас належало 1,8 %. Частка іспаномовних становила 2,3 % від усіх жителів.
За віковим діапазоном населення розподілялося таким чином: 24,2 % — особи молодші 18 років, 55,1 % — особи у віці 18—64 років, 20,7 % — особи у віці 65 років та старші. Медіана віку мешканця становила 45,2 року. На 100 осіб жіночої статі у місті припадало 87,4 чоловіків;  на 100 жінок у віці від 18 років та старших — 83,3 чоловіків також старших 18 років.
Середній дохід на одне домашнє господарство  становив 147 247 доларів США (медіана — 88 298), а середній дохід на одну сім'ю — 193 118 доларів (медіана — 130 199). Медіана доходів становила 93 404 долари для чоловіків та 70 297 доларів для жінок. За межею бідності перебувало 4,6 % осіб, у тому числі 3,3 % дітей у віці до 18 років та 7,1 % осіб у віці 65 років та старших.
Цивільне працевлаштоване населення становило 23 709 осіб. Основні галузі зайнятості: освіта, охорона здоров'я та соціальна допомога — 23,0 %, науковці, спеціалісти, менеджери — 20,1 %, фінанси, страхування та нерухомість — 12,5 %, виробництво — 10,9 %.